# Kysser himlen farvel (album)
Kysser Himlen Farvel er det andet soloalbum af den danske musiker Lars H.U.G., udgivet i februar 1987 af Medley Records. Albummet markerer en vigtig milepæl i Lars H.U.G.s karriere og er kendt for sin blanding af melankolske temaer, poetisk lyrik og sofistikerede musikalske arrangementer.[kilde mangler] Albummet er blevet hyldet som en klassiker inden for dansk pop- og rockmusik og er stadig værdsat for sin kunstneriske dybde.[kilde mangler]

## Baggrund og produktion
Efter opløsningen af Kliché i 1985, fortsatte Lars H.U.G. med at udforske nye musikalske retninger på Kysser Himlen Farvel. Albummet blev indspillet over flere måneder i 1986 og 1987 i forskellige studier, herunder Montana Guh Studio og Feedback Recording. Det blev produceret af Lars H.U.G. selv i samarbejde med Hilmer Hassig, og flere prominente danske musikere bidrog til albummets lyd, herunder Flemming Muus, Mads Michelsen og Finn Verwohlt.

## Musik og tekst
Albummet indeholder ni sange samt et kort PS og udforsker dybtfølte emner som kærlighed, tab, eksistentiel søgen og menneskelig skrøbelighed. Lars H.U.G.s tekster er kendt for deres poetiske og ofte melankolske karakter, hvilket skaber et sammenhængende og følelsesladet album. Sange som "Kysser Himlen Farvel" og "Elsker Dig For Evigt" er blandt de mest kendte numre fra albummet og er blevet hyldet for deres lyriske dybde og følelsesmæssige resonans.[kilde mangler]

## Trackliste
1. "Hvor går vi hen" – 5:19 (Lars H.U.G.)
2. "Mon de kan reparere dig" – 4:36 (Lars H.U.G.)
3. "Kysser himlen farvel" – 3:36 (Lars H.U.G., Gorm Henrik Rasmussen)
4. "Skibet hedder afsked" – 3:46 (Lars H.U.G., Johnny Voss, Nils Torp)
5. "Tal til mig" – 2:23 (Lars H.U.G.)
6. "Desertøren" – 4:20 (Lars H.U.G.)
7. "Dreng dreng" – 3:36 (Lars H.U.G., Johnny Voss, Nils Torp)
8. "Elsker dig for evigt" – 5:03 (Lars H.U.G.)
9. "Vi er en stor familie" – 4:03 (Lars H.U.G.)
10. "P.S. You better believe in Boys, Girls" – 2:25 (Lars H.U.G.)

## Musikvideoer
Flere sange fra Kysser Himlen Farvel blev ledsaget af musikvideoer, der hver især tilførte sangene en visuel dimension, som forstærkede albummets temaer og stemninger. Nogle af videoerne blev lavet i forbindelse med albummets udgivelse, mens andre først blev udgivet senere.
1. "Hvor går vi hen" - Musikvideoen blev filmet på Channel 6 og var en af de første danske musikvideoer til at bruge green- eller bluescreen-teknologi, hvilket var banebrydende i 1987. Videoen, instrueret af Lars H.U.G. og Søren Kjær, viser H.U.G. i en grafisk, digital verden skabt med denne nye teknologi. Se videoen her
2. "Kysser Himlen Farvel" - Optaget på Channel 6 og instrueret af Lars H.U.G. og Søren Kjær, viser denne video H.U.G. keyet ind på en blue- eller greenscreen med tegnede baggrunde. I videoen optræder et band i baggrunden, herunder Jens Unmack fra Love Shop, mens H.U.G. synger. Se videoen her
3. "Dreng Dreng" - Musikvideoen til denne sang blev først udgivet i 2021, men blev oprindeligt filmet i 1983 af Lars H.U.G. og Kurt Børge Simonsen i Fælledparken i København. Videoen, som blev klippet sammen i forbindelse med produktionen af L.A.R.S.T. H.U.G. VEGA koncertfilmen, skildrer en politibetjent, spillet af Lars H.U.G., der jagter en blotter, spillet af Folmer Kristensen, gennem Fælledparken. Se videoen her
4. "Mon de kan reparere dig" - Denne klassiske musikvideo viser Lars H.U.G., der går ned ad en vej ledsaget af en skoleklasse og en engel på en båre, hvilket skaber en symbolsk og rørende visuel fortælling. Se videoen her
5. "Skibet hedder afsked" - Videoen iscenesætter en "live" koncert, hvor Lars H.U.G. synger playback med et kvindeligt band bestående af Christina Meyer Bengtsson og to andre musikere i baggrunden. Se videoen her
6. "Desertøren" - En eksperimenterende video, hvor Lars H.U.G. danser og ryger foran en blue- eller greenscreen, hvilket skaber en surrealistisk og drømmende stemning. Se videoen her
7. "Elsker Dig For Evigt" - Videoen er et sammenklip af forskellige optagelser, herunder en playback-live optræden fra et DR-program med Dan Turèll og Poul Borum, blue- eller greenscreen-optagelser af H.U.G., og to nøgne mennesker, der ligger på en madras foran et fjernsyn. Disse visuelle elementer skaber en kompleks og tankevækkende fortolkning af sangens temaer. Se videoen her

## Modtagelse
Kysser Himlen Farvel blev ved udgivelsen mødt med positive anmeldelser fra både kritikere og publikum.[kilde mangler] Albummet blev rost for sin kunstneriske dybde, den sammenhængende tematik, og Lars H.U.G.s evne til at skabe musik, der både er personlig og universel. Sangen "Elsker Dig For Evigt" blev en af albummets mest elskede numre og har bevaret sin popularitet gennem årene.[kilde mangler]

## Eftermæle
Albummet anses i dag som en klassiker i dansk musik[kilde mangler] og en vigtig milepæl i Lars H.U.G.s karriere. Kysser Himlen Farvel har haft en varig indflydelse på dansk populærmusik[kilde mangler] og betragtes som et værk, der fortsat inspirerer og bevæger lyttere.[kilde mangler] Sangen "Mon De Kan Reparere Dig" blev yderligere cementeret i dansk kultur, da Kronprins Frederik citerede den i sin bryllupstale til Kronprinsesse Mary i 2004.